# Philip Francis
Pour les articles homonymes, voir Francis.
Philip Francis (1708 à Dublin – 1773) est un écrivain irlandais.

## Biographie
Il vient en Angleterre en 1750, y dirige quelque temps une institution privée, devient ensuite chapelain de lord Holland, prend part à l'éducation de son fils, le célèbre Charles James Fox, et est enfin nommé chapelain adjoint de Chelsea. 
On lui doit :
- une traduction estimée d'Horace en vers ;
- des traductions de Démosthène et d'Eschine, 1757.

Son fils, nommé aussi Philip (22 octobre 1740-23 décembre 1818) est, par la protection de Fox, pourvu d'emplois importants et devient en 1773 membre du conseil du Bengale. Il est celui qui est probablement l'auteur des fameuses Lettres de Junius (éditions Champ libre, Paris, 1977).